# Перуанский олень
Перуанский олень (лат. Hippocamelus antisensis) — один из двух видов андских оленей, обитающий на территории Аргентины, Боливии, Чили и Перу.

## Описание
Длина тела 1,4—1,6 м, длина хвоста 11,5—13 см, высота в холке 70—73 см, масса — 45—65 кг. Рога могут достигать до 30 см в длину. Самцы тяжелее.
Это крупное копытное животное. Мех жёсткий и густой, его окраска на спине от серовато-коричневого до светло-коричневого цвета, брюхо и внутренние стороны конечностей белого цвета. Голова того же цвета, что спина. Рот беловатого цвета. Туловище и голова относительно толстые по сравнению с ногами. Взрослые самцы имеют рога, оканчивающиеся Y-образным разветвлением, рога обновляются ежегодно. Копыта хорошо приспособлены для хождения по каменистой почве. Хвост небольшой и коричневый.
Зубная формула: {\displaystyle I{\frac {0}{3}}C{\frac {1}{1}}P{\frac {3}{3}}M{\frac {3}{3}}=34.}

## Распространение

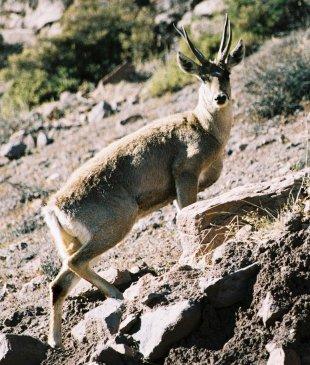

Перуанский олень встречается на высоте 2000—3500 над уровнем моря в южной части своего ареала в Аргентине, на высоте 2500—4000 м на севере Чили, на высоте 3500—5000 м в горах Перу и Боливии. Обычно живут выше границы лесов на горных склонах, характеризующихся каменными и скальными обнажениями среди травянистой растительности. Больше тяготеют к скалистым участкам с редкой растительностью вблизи источников воды, но могут встречаться и в зарослях.

## Образ жизни
Живёт в группах или в одиночку. Питается в основном травой, листьями кустарников. Период беременности самки длится девять месяцев. Обычно рождает одного детёныша.